# La Mecque (province)
Pour la ville, voir La Mecque.
La province de la Mecque (en arabe : منطقة مكة المكرمة, Munṭaqat Makka Al Mukarama) est une province d'Arabie saoudite, la plus peuplée du royaume avec une population de 5 797 971 habitants (au recensement de 2004). D'une superficie de 164 000 km2, elle est située dans l'ouest de la péninsule, et possède un littoral étendu.
Son actuel gouverneur est le prince Michaal ben Abdallah.
La ville de la Mecque est formellement interdite aux non-Musulmans.
Les autres villes importantes de la province sont : Hawīyah, Jeddah et Taïf.

## Gouverneurs
- Prince Michaal (1963-1971),
- Prince Fawwaz (1971-1980),
- Prince Majid (1980-1999),
- Prince Abdelmajid (1999-2007),
- Prince Khalid Al-Faïsal (2007-2013),
- Prince Michaal ben Abdallah (2013-).

## Gouvernorats
La province est composée de 12 gouvernorats (avec les populations du recensement de 2004) :
- Al-Jummum (76 026), nord-est de Djeddah,
- Al-Kamil (18 468), nord est de Djeddah,
- Al-Khurmah (38 600), oasis, est, As Sulaymiyah, Qasr Khalid, Al Gharith, routes 255 et 273,
- Al-Lith (109 953), sud, Hamdanah, routes 5 et 6,
- Al Qunfidhah (240 944), Qunfudhah, plein sud : Khay, Al Birk, Al Mudhaylif, route 5,
- Ta'if (883 538), Ash Shafa, Al Hada, routes 15/20/25/40...
- Djeddah (2 821 371), Bahrah,
- Khulays (49 919), nord de Dheddah,
- La Mecque (1 402 944),
- Rabigh (68 538), plein nord, King Abdullah Economic City, Al Qadimah, Dhahban, Al Ghulah, Usfan, routes 5 et 15,
- Ranyah (44 229),
- Turubah (42 654), ou Turabah, est, 'Aynayn, route 273,